# Sarah spielt einen Werwolf
Sarah spielt einen Werwolf (Originaltitel: Sarah joue un loup-garou) ist ein schweizerisch-deutscher Spielfilm aus dem Jahr 2017. Er entstand unter der Regie von Katharina Wyss und hatte seine Premiere am 3. September 2017 bei den 74. Internationalen Filmfestspielen von Venedig, wo der Film in die Sektion Settimana della Critica eingeladen wurde. Der Kinostart erfolgte in der Schweiz am 28. März 2018 und in der deutschsprachigen Schweiz am 19. April 2018.

## Handlung
Die siebzehnjährige Sarah sucht in der von Frau Schroeter geleiteten Theatergruppe einen Weg, ihrem Einzelgängertum zu entkommen. In der Schule stößt sie mit ihren leidenschaftlichen Verteidigungsreden für die Liebe in Shakespeares Romeo und Julia die Mitschüler vor den Kopf. Auch ihre Mutter (Monica) und ihre kleine Schwester (Esther) stehen Sarahs dramatischen Inszenierungen eher skeptisch gegenüber. Als Sarah deswegen wütend wird, verletzt sie beim Zuschlagen ihrer Zimmertür die Hand der Mutter. Nur ihr Vater (Raphaël), der mit großer Leidenschaft Wagneropern hört, scheint ein Seelenverwandter zu sein. Im Theater ist Sarahs Phantasiebegabung beim Schreiben von Szenen für das Stück, das die Gruppe selbst entwickelt, am richtigen Platz, doch ihre widersprüchlichen Geschichten über dramatische Ereignisse in ihrem echten Leben irritieren. Mal ist es ihr Bruder (Benjamin), der sich umgebracht haben soll, mal ihr Freund, den niemand kennt. Auch die Heftigkeit ihrer schauspielerischen Darbietung einer gefolterten Märtyrerin in einer Szene, die sie gemeinsam mit der impulsiven Alice entwickelt hat, führt zu einer Krise: Die anderen Jugendlichen reagieren verstört und finden, dass das zu weit gegangen ist. Als Folge von Sarahs Eskalation verlässt Alice die Theatergruppe.
Zunächst gelingt es Frau Schroeter, die Situation aufzufangen und einen konzentrierten Arbeitsprozess in Gang zu bringen. Sarah steht nicht mehr am Rand, sondern gehört jetzt richtig zur Gruppe dazu. Das Zusammensein verlängert sich von den Proben in die Freizeit. Nachts am Lagerfeuer kommt es zu einem zärtlichen Annäherungsversuch durch Johannes. Als Sarah seinen Kuss nicht erwidert und stattdessen seltsam erstarrt, zieht sich dieser erschrocken zurück. Sarah verschwindet allein im Wald. Als sie am nächsten Morgen zu spät und ohne ihr Kostüm zur Hauptprobe kommt, weist Frau Schroeter sie streng zurecht: Die Premiere naht, sie muss sich jetzt auf alle verlassen können. Sarah verhält sich weiter erratisch, sie reagiert übersensibel auf alles, was sie umgibt. Empathisch will sie plötzlich der am Rand sitzenden Valérie helfen, die nicht mitmachen darf, weil sie ihre Rolle nicht kann. Um bei Schroeter Verständnis für deren Verhalten zu wecken, verrät Sarah lautstark ein Geheimnis, das Valérie ihr erzählt hat. Valérie schreit Sarah wütend wegen des Vertrauensbruchs an. Alle richten nun ihre Aufmerksamkeit auf Sarah. Als Christina ihr beschwichtigend vorschlägt, Hilfe bei ihrer Mutter, einer Psychotherapeutin, zu suchen, reagiert Sarah mit einer brutalen Attacke auf Christina: Wie ein wildes Tier stürzt sie sich auf diese, es fließt Blut.
Weder die Jugendlichen noch Frau Schroeter, die dabei zusehen, wie Sarah den Theatersaal kurz darauf von ihren Eltern eskortiert verlässt, ahnen von Sarahs eigentlichem Problem und ihren tatsächlich dramatischen Bemühungen, sich der väterlichen Gewalt zu entziehen.

## Produktion
Die Dreharbeiten fanden von August bis September 2016 in Fribourg statt. Unterstützt wurde der Film vom Schweizerischen Bundesamt für Kultur und Cinéforom. Produziert wurde der Film von Intermezzo Films (Schweiz), Koproduzenten waren Mnemosyn Films und die Deutsche Film- und Fernsehakademie Berlin (dffb). Es handelt sich dabei um den ersten Spielfilm von Katharina Wyss.

## Festivals (Auswahl)
- Internationale Filmfestspiele von Venedig 2017 - Sektion Settimana della Critica[2][3]
- Film Comment Selects 2018 - Film at Lincoln Center New York[4][5]
- Festival de Cine Europeo de Sevilla 2017 - Nuevas Olas[6]
- Taipei Film Festival 2018 - International New Talent Competition[7]
- Midnight Sun Film Festival 2018
- Zurich Film Festival 2017 - Fokus Wettbewerb
- Festival International du Film de Fribourg 2018[8][9]
- Mostra Internacional del Cinema de Sao Paulo 2017 - New Directors Competition[10]
- GEGENKino Leipzig 2018[11]

## Auszeichnungen und Nominierungen (Auswahl)
- Khanty-Mansiysk, Filmfestival Spirit of Fire 2018 - Golden Taiga Award[12]
- Saarbrücken, Filmfestival Max Ophüls Preis 2018 - Bester Schauspielnachwuchs (Hauptrolle) (Loane Balthasar)[13]
- Zürich, Bundesamt für Kultur, Schweizer Filmpreis 2018 - Nominierung in der Kategorie Beste Schauspielerin (Loane Balthasar)[14]
- Berlin, First Steps Der Deutsche Nachwuchspreis 2018 - Nominierung Götz-George Upcoming Talent Award  (Loane Balthasar)[15]
- Berlin, First Steps Der Deutsche Nachwuchspreis 2018 -  Nominierung Bester Spielfilm[16]
- Berlin, Achtung Berlin Film Festival 2018 - Beste Regie[17] , Lobende Erwähnung Preis des Verbands der deutschen Filmkritik (VdFK)[18]
- Biberach, Biberacher Filmfestspiele 2018 - Preis der Schülerjury

## Rezeption
Kelley Dong schrieb auf Mubi zu der psychologischen Ebene des Films, der auch die Konsequenzen eines sexuellen Missbrauchs untersucht: „Sarah spielt einen Werwolf evoziert die Krise, die aus dem Verlust des Selbstgefühls entsteht —eine häufige Trigger-Reaktion auf ein Trauma, in welcher die Person ein Gefühl des Abgetrenntseins von ihrem Selbst (sowohl Körper als auch Seele) erlebt, oder das Gefühl einer verlorenen (oder gestohlenen) Identität. Sei es auf der Bühne oder hinter den Kulissen, nachts im Bett liegend, Sarah ist immer eine andere Version von Sarah.“
Bert Rebhandl nutzte den Film in seinem Artikel in der Frankfurter Allgemeinen Zeitung für ein Plädoyer zu dem künstlerischen Freiraum, der aus Filmhochschulen heraus entstehen kann: „Eine Position wie die von Katharina Wyss kann man da durchaus als paradigmatisch sehen für das, was es zu bewahren gilt: individuellen Ausdruck gemessen an höchsten Ansprüchen der Kunst.“
Der deutsche Filmkritiker Olaf Möller hob in Film Comment die Besonderheit des Inszenierungsstils hervor: „Sarah spielt einen Werwolf ist bei all seiner formalen Klarheit und Kontrolle fieberhaft und risikofreudig. Der betörendste Aspekt des Film ist die Art und Weise wie Wyss sehr demonstratives, emotionales Schauspiel mit einer bis ins letzte Detail und in sekundenschnellen Bewegungen präzisen Inszenierung wild verschmilzt. Wyss tut Dinge, mit denen wenig andere durchkommen würden, wie etwa den Tonfall und den Schauspielstil innerhalb einer Szene auszutauschen, die visuelle als auch emotionale Textur so fein zu verändern, und zuweilen sogar die Sprache selbst zu wechseln (es ist schließlich ein Schweizer Film).“
Der britische Theaterkritiker Chris Wiegand besprach den Film in The Guardian in Bezug auf die Darstellung von Theater im Film: „Es ist ein fesselnder Film voller Ideen dazu wie Theater und Leben miteinander verflochten sind, nicht zuletzt darin wie sie sich beide vor einem Publikum abspielen. Als Teenager ist sich Sarah der Blicke der anderen äußerst bewusst. Sich für das Schauspielern zu interessieren, ist ein Weg, diesen Blick zu kontrollieren und bietet ihr paradoxerweise sowohl die Chance, ihm zu entfliehen, als auch sich selbst ganz offen zu zeigen.“